# Italien i Eurovision Song Contest 2013
Italien deltog i Eurovision Song Contest 2013 i Malmö i Sverige. Landet representerades av Marco Mengoni med låten "L'essenziale".

## Uttagningssätt
Den 23 oktober 2012 bekräftade RAI sitt deltagande i tävlingen år 2013. Både år 2011 och 2012 använde man sig av San Remo-festivalen som nationell uttagning till ESC. Den 24 januari 2013 bekräftades det att festivalen skulle användas för att utse landets artist även år 2013. En speciell kommitté fick i uppgift att välja den artist som skulle skickas till ESC och den utvalda kom att avslöjas under finalen den 16 februari.
Artisten kunde valts från både kategorin för nya artister och kategorin för kända artister. År 2011 valdes Raphael Gualazzi från kategorin för nya artister och kom att representera Italien i Eurovision Song Contest 2011. År 2012 valdes Nina Zilli från kategorin för kända artister och kom att representera Italien i Eurovision Song Contest 2012.

## San Remo 2013

### Artister
Bland artisterna som deltog fanns Elio e le Storie Tese och Modà som blivit tvåa i festivalen år 1996 respektive 2011, samt Marco Mengoni som blev trea i festivalen år 2010. Där fanns också festivalvinnare som Simone Cristicchi som vunnit tävlingen år 2007 med låten "Ti regalerò una rosa" och Raphael Gualazzi som vunnit tävlingen år 2011 med låten "Follia d'Amore".

### Schema
Den 20 december meddelade RAI att festivalen skulle hållas i Ariston Theatre i staden Sanremo under fem kvällar mellan den 12 och 16 februari 2013. Värdar för festivalen var Fabio Fazio och Luciana Littizzetto. Scenen designades av Francesca Montinaro, den första kvinna som någonsin designat scenen under tävlingens 63-åriga historia.
Den 12 februari framträdde 7 av de 14 deltagarna i kategorin för kända artister. Den 13 februari framträdde de övriga 7. Samma dag framträdde även 4 av de 8 deltagarna i kategorin för nya artister. Den 14 februari framträdde de 14 deltagarna i kategorin för kända artister återigen med sin andra låt. Samma dag framträdde även de 4 sista deltagarna i kategorin för nya artister. De två finalerna ägde rum den 15 och 16 februari. Finalen i kategorin för nya artiser ägde rum den 15 februari medan deltagarna i kategorin för kända artister framförde italienska hitlåtar. Vinnaren i kategorin för kända artister avslöjades den 16 februari i finalen för kända artister.

### Gästartister
Den 4 februari höll RAI en presskonferens för att berätta mer om årets upplaga av tävlingen där båda programledarna närvarade, samt Mauro Pagani och Nando Pagnoncelli, två av de involverade bakom scenen. Under presskonferensen som hölls i Casinò di Sanremo avslöjades de gästartister som skulle framträda under festivalen samt andra personer som skulle närvara. Bland dessa fanns Andrea Bocelli, Caetano Veloso, Antony from Antony and the Johnsons, Asaf Avidan, Carla Bruni, Daniel Barenboim, Daniel Harding, Bar Rafaeli, Bianca Balti, Pippo Baudo, Raffaella Carrà, Al Bano Carrisi, Toto Cutugno, Ricchi e Poveri, Antonella Ruggiero och Beppe Fiorello.

### Kategorier

#### Kända artister
Den 13 december 2012 avslöjade RAI namnen på de 14 artister som kom att tävla i kategorin för kända artister. Bland dessa fanns Raphael Gualazzi som representerade Italien i Eurovision Song Contest 2011 då de återvände till tävlingen efter 14 år. När han tävlade i San Remo-festivalen 2011 deltog han i kategorin för nya artister.
Artisterna tävlade med två låtar vardera. Det var första gången i tävlingens historia som de gjorde det. Under finalen avslöjades det att Marco Mengoni skulle få representera landet i Eurovision Song Contest 2013. Han utsågs även som festivalens vinnare. Den 18 mars blev det klart att låten "L'essenziale" som han vunnit med också skulle vara landets bidrag i ESC.

##### Deltagare
| Artist                           | Sång #1                       | Sång #2                        |
| -------------------------------- | ----------------------------- | ------------------------------ |
| Almamegretta                     | "Mamma non lo sa"             | "Onda che vai"                 |
| Annalisa                         | "Non so ballare"              | "Scintille"                    |
| Chiara                           | "L’esperienza dell’amore"     | "Il futuro che sarà"           |
| Daniele Silvestri                | "A bocca chiusa"              | "Il bisogno di te"             |
| Elio E Le Stori Tese             | "Dannati forever"             | "La canzone mononota"          |
| Malika Ayane                     | "Niente"                      | "E se poi"                     |
| Marco Mengoni                    | "Bellissimo"                  | "L'essenziale"                 |
| Maria Nazionale                  | "Quando non parlo"            | "E’ colpa mia"                 |
| Marta Sui Tubi                   | "Dispari"                     | "Vorrei"                       |
| Max Gazze                        | "Sotto casa"                  | "I tuoi maledettisimi impegni" |
| Modà                             | "Come l’acqua dentro il mare" | "Se si potesse non morire"     |
| Raphael Gualazzi                 | "Sai (ci basta un sogno)"     | "Senza ritegno"                |
| Simona Molinari & Peter Cincotti | "Dr. Jekyll and Mr. Hide"     | "La felicità"                  |
| Simone Cristicchi                | "Mi manchi"                   | "La prima volta"               |

#### Nya artister
Åtta artister deltog i kategorin för nya artister med en låt vardera. I början av februari publicerade RAI alla låtarna att lyssna på via sin webbplats.

##### Deltagare
| Artist             | Sång                        |
| ------------------ | --------------------------- |
| Blastema           | "Dietro l'intima ragione"   |
| Il Cile            | "Le parole non servono più" |
| Irene Ghiotto      | "Baciami?"                  |
| Andrea Nardinocchi | "Storia impossibile"        |
| Antonio Maggio     | "Mi servirebbe sapere"      |
| Ilaria Porceddu    | "In equilibrio"             |
| Renzo Rubino       | "Il Postino"                |
| Paolo Simoni       | "Le parole"                 |

## Vid Eurovision
Italien var direktkvalificerade till finalen som hölls den 18 maj 2013 i Malmö Arena. Bidraget "L'essenziale" placerade sig på sjunde plats i finalen och fick 126 poäng.